# Meszne
Meszne (deutsch Wedderwill) ist ein Dorf in der polnischen Woiwodschaft Westpommern. Es gehört zur Gmina Łobez (Stadt- und Landgemeinde Labes) im Powiat Łobeski (Labser Kreis).

## Geographische Lage
Das Dorf liegt in Hinterpommern, etwa 16 Kilometer südsüdöstlich der Stadt Resko (Regenwalde), sieben Kilometer westlich der Stadt Łobez (Labes) und 1 ½ Kilometer südlich des Dorfs Strzmiele (Stramehl).

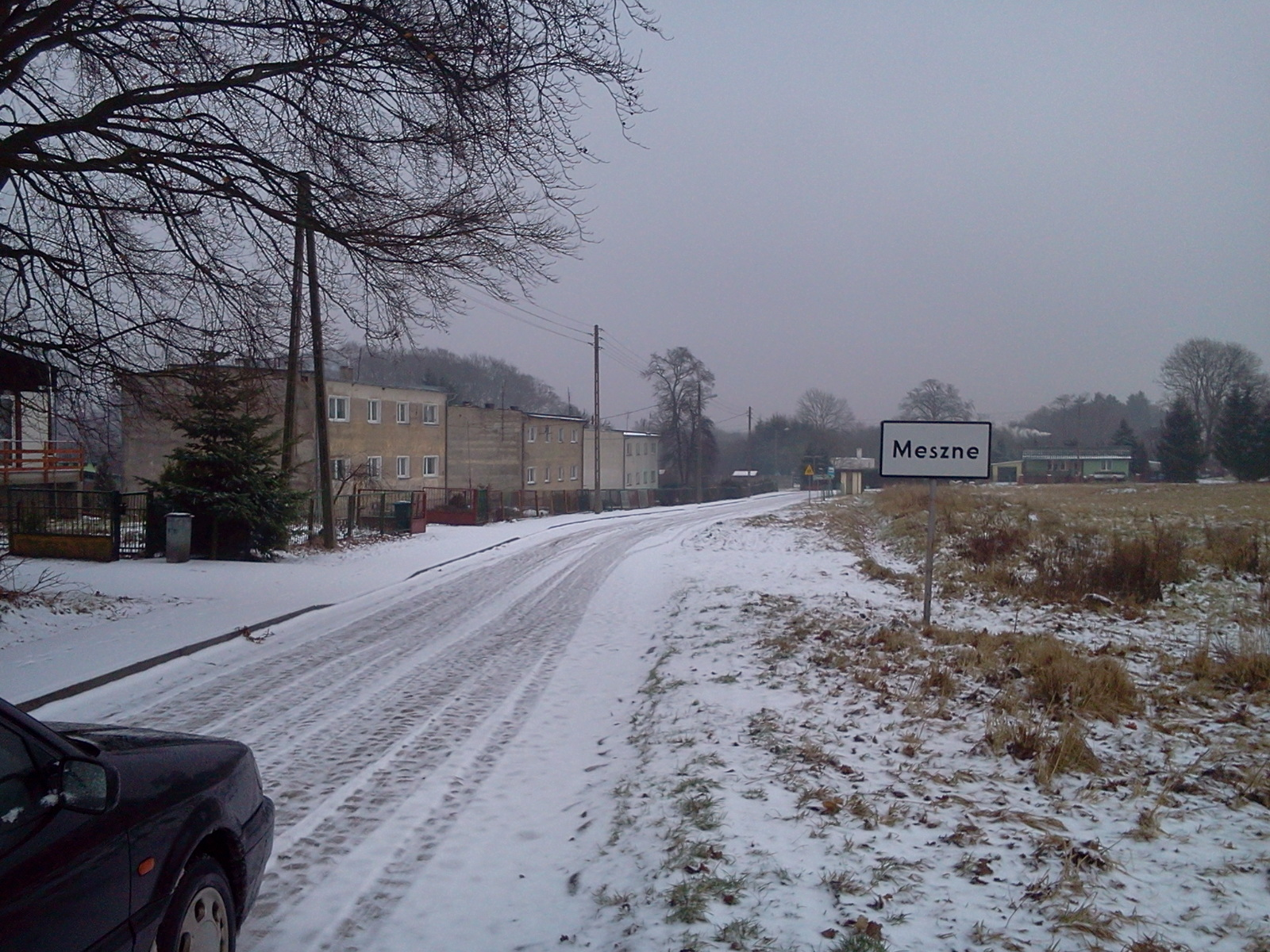
Dorfstraße (2013)

## Geschichte
Nach Berghaus ist der Ortsname Wedderwill der plattdeutsche Ausdruck für ‚Widerwillen‘. Wedderwill, ein Nebengut von Stramehl, kam zusammen mit diesem im 18. Jahrhundert an die Familie von Löper. Die Vasallen-Tabelle von 1804 nennt Johan Georg von Löper als Besitzer von Wedderwill. Von diesem kam das Gut an Johann Ludwig von Löper (1786–1850), von dem es Johann Georg Friedrich Bernhard von Löper (1819–1900) erbte. Nach dem Ableben des Letzteren kam es an dessen Sohn, den Major a. D. Johann Georg Ernst Friedrich Gustav von Löper (1860–1914; gefallen am 7. Oktober 1914 bei Les Loges, Frankreich). Besitzer des 1041 Hektar großen Nebenguts Wedderwill war anschließend dessen Sohn Johann Friedrich Bernhard Georg Ernst von Löper (* 22. Juli 1900).
Im Jahr 1945 gehörte die Wohnstätte Wedderwill zum Kreis Regenwalde im Regierungsbezirk Köslin der preußischen Provinz Pommern des Deutschen Reichs. Wedderwill war dem Amtsbezirk Stramehl zugeordnet.
Gegen Ende des Zweiten Weltkriegs wurde die Region im Frühjahr 1945 von der Roten Armee besetzt. Nach Beendigung der Kampfhandlungen wurde Wedderwill zusammen mit Stramehl und ganz Hinterpommern seitens der sowjetischen Besatzungsmacht der Volksrepublik Polen zur Verwaltung überlassen. Danach begann die Zuwanderung von Polen. Die deutsche Wohnstätte Wedderwill wurde unter der Ortsbezeichnung ‚Meszne‘ verwaltet. In der Folgezeit wurde die einheimische Bevölkerung von der polnischen Administration aus Stramehl und dem Kreisgebiet vertrieben.

### Demographie
| Jahr | Einwohner  | Anmerkungen                                                                                    |
| ---- | ---------- | ---------------------------------------------------------------------------------------------- |
| 1782 | —          | zum adligen Gut Strahmehl gehöriges großes Vorwerk, bestehend aus vier zusammengelegten Gütern |
| 1818 | 34         | adliges Vorwerk, zur Gutsherrschaft Stramehl gehörig                                           |
| 1867 | 58         | in acht Wohnhäusern und 13 Familien                                                            |
| 1875 | ca. 90 ca. | in sieben Wohnhäusern                                                                          |
| 1910 | 93         | am 1. Dezember                                                                                 |